# Sky Void of Stars
Sky Void of Stars dvanaesti je studijski album švedskog metal-sastava Katatonia. Objavljen je 20. siječnja 2023. Prvi je uradak skupine koji je izdala diskografska kuća Napalm Records.

## O albumu
U travnju 2020. sastav je objavio jedanaesti studijski album City Burials. Premda ga je u početku namjeravao podržati turnejom, odustao je od tog plana zbog pandemije koronavirusa. Kad su članovi skupine osvijestili činjenicu da će ta situacija potrajati neko vrijeme, posvetili su se objavi novih glazbenih uradaka. Tako su objavili koncertni album Dead Air (2020.), kompilaciju Mnemosynean (2021.) i box set Melancholium (2022.), a odlučili su i napisati te snimiti pjesme za dvanaesti studijski album.

### Pisanje i snimanje pjesama
Skupina je počela raditi na novim pjesmama ubrzo nakon objave albuma City Burials u travnju 2020. Premda su na većini Katatonijinih albuma pjesme zajedno pisali pjevač Jonas Renkse i gitarist Anders Nyström, skladbe na Sky Void of Starsu i prijašnjem uratku napisao je samo Renkse. Album ne govori izravno o pandemiji koronavirusa, ali Renkseu je pisanje pjesama pomoglo da ostane pribran tijekom te pandemije. Naslov albuma odnosi se na više stoljeća staru predodžbu da putnici koji plove preko oceana ne mogu putovati kad im zvijezde ne obasjavaju put; sastav je time metaforički želio poručiti kako se osjeća „zamrznuto” i „osakaćeno” jer zbog pandemije ne vidi put pred sobom. Naslov je preuzet iz stiha pjesme „Author”.
Pjesma „Colossal Shade” nadahnuta je glazbom sastava Kiss u vrijeme albuma Lick It Up; nastala je tako što je sastav osmislio gitarske rifove nalik na one s tog albuma i prilagodio ih vlastitu glazbenom stilu. Na pjesmu „Opaline” utjecala je glazba švedskog pop rock-sastava Kent. Renkse je isprva izbacio glavni gitarski rif iz pjesme „Birds” jer je previše podsjećao na stil sastava Paradise Lost, ali poslije se predomislio i zaključio da bi ga bilo dobro iskoristiti u počast toj skupini. Joel Ekelof iz švedskog sastava Soen snimio je vokalne dionice za pjesmu „Impermanence”. Ekelof i Renkse bili su neko vrijeme planirali suradnju, ali nisu je ostvarili sve do snimanja te pjesme.
Jacob Hansen, koji je miksao i masterirao album City Burial, također je miksao i masterirao ovaj album. Na Sky Void of Starsu naglašenije su gitarske dionice nego na prijašnjem albumu.

## Objava i promidžba
Dana 26. listopada 2022. skupina je otkrila naslov albuma i izjavila da će biti objavljen 20. siječnja 2023. Također je otkriveno da je to prvi album skupine koji će objaviti diskografska kuća Napalm Records. „Atrium”, prvi singl s albuma, također je objavljen 26. listopada, a „Austerity”, drugi singl, objavljen je 2. prosinca 2022. Skupina je početkom 2023. krenula na promidžbenu turneju po Europi i Latinskoj Americi.

## Popis pjesama
Tekstovi i glazba: Jonas Renkse. 
| 1.    | »Austerity«                        | 3:41 |
| 2.    | »Colossal Shade«                   | 4:29 |
| 3.    | »Opaline«                          | 5:00 |
| 4.    | »Birds«                            | 4:08 |
| 5.    | »Drab Moon«                        | 3:59 |
| 6.    | »Author«                           | 4:17 |
| 7.    | »Impermanence«                     | 5:12 |
| 8.    | »Sclera«                           | 4:45 |
| 9.    | »Atrium«                           | 4:08 |
| 10.   | »No Beacon to Illuminate Our Fall« | 6:08 |
| 45:51 |                                    |      |

| Dodatna pjesma na CD inačici u ograničenoj nakladi | Dodatna pjesma na CD inačici u ograničenoj nakladi | Dodatna pjesma na CD inačici u ograničenoj nakladi | Dodatna pjesma na CD inačici u ograničenoj nakladi | Dodatna pjesma na CD inačici u ograničenoj nakladi | Dodatna pjesma na CD inačici u ograničenoj nakladi | Dodatna pjesma na CD inačici u ograničenoj nakladi | Dodatna pjesma na CD inačici u ograničenoj nakladi | Dodatna pjesma na CD inačici u ograničenoj nakladi | Dodatna pjesma na CD inačici u ograničenoj nakladi |
| Br.                                                | Skladba                                            | Trajanje                                           |                                                    |                                                    |                                                    |                                                    |                                                    |                                                    |                                                    |
| -------------------------------------------------- | -------------------------------------------------- | -------------------------------------------------- | -------------------------------------------------- | -------------------------------------------------- | -------------------------------------------------- | -------------------------------------------------- | -------------------------------------------------- | -------------------------------------------------- | -------------------------------------------------- |
| 11.                                                | »Absconder«                                        | 4:47                                               |                                                    |                                                    |                                                    |                                                    |                                                    |                                                    |                                                    |
| 50:38                                              |                                                    |                                                    |                                                    |                                                    |                                                    |                                                    |                                                    |                                                    |                                                    |

## Zasluge
| Katatonia - Jonas Renkse – vokal; snimanje (vokala), umjetnički direktor - Anders Nyström – gitara, umjetnički direktor - Roger Öjersson – gitara - Niklas Sandin – bas-gitara - Daniel Moilanen – bubnjevi Dodatni glazbenici - Joel Ekelöf – vokal (na pjesmi „Impermanence”) | Ostalo osoblje - Jacob Hansen – miksanje, mastering; snimanje (bubnjeva); - Martin Pagaard Wolff – tonska obrada (bubnjeva) - Lawrence Mackrory – snimanje (gitare i bas-gitare) - Roberto Bordin – ilustracije, dizajn - Linus Petterson – fotografija |

## Recenzije
| Recenzije       | Recenzije |
| Izvor           | Ocjena    |
| --------------- | --------- |
| Blabbermouth    | 8,5/10    |
| Metal Hammer    | [ 2 ]     |
| Metal Injection | 9/10      |
| Sputnikmusic    | 4,2/5     |

Dobio je pozitivne kritike. Chad Bowar dao mu je devet bodova od njih deset u recenziji za Metal Injection i izjavio je: „Procijenite li svaku pjesmu zasebno, svaka je izvrsna. No ono što je Katatoniji oduvijek polazilo za rukom – a što se dogodilo i na Sky Void of Starsu – jest oblikovanje sugestivnih pjesama koje pobuđuju osjećaje, zbog čega je cijeli uradak veći i važniji od dijelova koji ga tvore.” David E. Gehlke dao mu je osam i pol boda od njih deset pišući za Blabbermouth i zaključio je: „'Sky Void of Stars' oličenje je skupine koja je i dalje najmračnija i najraznolikija na cijeloj metal-sceni bez obzira na promjene u prezentaciji.”
Na sajtu Sputnikmusic dobio je 4,2 boda od njih 5, a recenzent je komentirao: „Na Sky Void of Starsu članovi Katatonije ponovno su uhvatili bit zbog koje su postali vladari scene progresivnog metala; spojili su čarobnu potištenost koju su iskopali početkom novog tisućljeća i utješnu mudrost koja izvire iz njihovih nedavnih pjesama. Ista me ta čarolija zove u mračnu sobu, gdje se sastajemo poput starih prijatelja koji uživaju u prošlosti i sanjaju o budućnosti jer, ako je išta jasno nakon Sky Void of Starsa, to je da će Katatonia podijeliti još mnogo toga s nama, a noć zauvijek ostaje mlada.” U recenziji za Metal Hammer Dom Lawson dao mu je četiri i pol zvjezdice od njih pet i komentirao je: „Kao što je bio slučaj sa City Burialsom iz 2020., [Katatonia je na ovom albumu] tanko, ali neraskidivo povezana s primitivnijim djelima doom metala iz njezine davne prošlosti, no taj je stil izražen u tišim, čudesnim pjesmama.”

## Ljestvice
| Ljestvica                                       | Najviša pozicija |
| ----------------------------------------------- | ---------------- |
| Austrija                                        | 13.              |
| Belgija (Flandrija)                             | 48.              |
| Belgija (Valonija)                              | 140.             |
| Francuska                                       | 193.             |
| Nizozemska                                      | 43.              |
| Njemačka                                        | 5.               |
| Škotska                                         | 26.              |
| Švicarska                                       | 3.               |
| Ujedinjeno Kraljevstvo (UK Independent Albums)  | 8.               |
| Ujedinjeno Kraljevstvo (UK Rock & Metal Albums) | 5.               |